# Lutz Lipkowsky
Lutz Lipkowsky (* 20. Februar 1945 in Lucka; † 30. April 2018) war ein deutscher Holzdesigner.

## Leben und Werk
Lipkowsky absolvierte von 1963 bis 1965 eine Lehre als Werkzeugmacher und studierte von 1965 bis 1970 an der Hochschule für industrielle Formgestaltung Halle – Burg Giebichenstein Formgestaltung. Von 1970 bis 1975 arbeitete er als Designer im VEB robotron Karl-Marx-Stadt. Er wand sich zunehmend der Gestaltung mit Holz zu und war dann als freischaffender Holzdesigner in Karl-Marx-Stadt tätig. U. a. gestaltete er Ende der 1970er Jahre mit Christian Miene (* 1947), Rainer Schubert (* 1944) und Ralph Siebenborn (* 1947) Innenräume von Läden und Gaststätten auf dem damals zum Einkaufsboulevard umgebauten Brühl.
Ab 1981 war Lipkowsky mit einer eigenen Werkstatt in Falkenau selbständig tätig. Er entwickelte vor allem Spielgeräte, Spielplätze und Spielbereiche für Kinder. Neben Spielhäusern und -Burgen waren aus zylindrischen Elementen zusammengesetzte Holzpferde sein Markenzeichen. Eine besondere Spezialität sind die von ihm entworfenen kleinen Lauffiguren in der Tradition erzgebirgischen Kunsthandwerks. 1993 entwarf und fertigte Lipkowsky die Mühlensäule an der Spanziehmühle Grünhainichen.
Ab 1985 gehörte Lipkowsky dem Karl-Marx-Städter Künstlerkollegium Werk – Form an, aus dem 1990 das Unternehmen WERKFORM in Brand-Erbisdorf hervorging.
Lipkowsky war bis 1990 Mitglied des Verbands Bildender Künstler der DDR und danach des Chemnitzer Künstlerbunds e.V. Er war auch Mitglied des Vereins Turmgalerie im Schloss Augustusburg.
1990 wurde Lipkowsky vom Neuen Forum im Wahlkreis Flöha als Direktkandidat für die Wahl des Sächsischen Landtags nominiert.
Lipkowsky war mit der Designerin Regine Lipkowsky (* 1944) verheiratet und arbeitete mit ihr zusammen. Ihr Sohn Michael Lipkowsky führt den Betrieb seiner Eltern weiter.

## Ehrungen
- 2011: Auszeichnung Tradition und Form des Verbands Erzgebirgischer Kunsthandwerker und Spielzeughersteller e.V. (mit Regine Lipkowsky)
- 2011: Von Taube-Preis Kategorie Kunsthandwerk des Zentrums Gestaltung und Handwerk im Jagdschloss Klaffenbach
- 2012: Besonderer Anerkennungspreis der Grassi-Messe Leipzig

## Ausstellungen (mutmaßlich unvollständig)

### Postume Personalausstellung
- 2019: Augustusburg, Turmgalerie im Schloss Augustusburg

### Teilnahme an Gruppenausstellungen
- 1974, 1979 und 1985: Karl-Marx-Stadt, Bezirkskunstausstellungen
- 1977 bis 1988: Dresden: VIII. bis X. Kunstausstellung der DDR
- 2015: Halle/Saale, Kunstverein Talstraße („50 von 100. Wege des BURG-Jahrgangs 1965“)

## Weblink
- https://www.lauftiere.de/die-lauftiere-und-wir/